# 大笒
大笒又稱大琴，是朝鲜半岛传统乐器。與之相對的有中笒又中琴、小笒又小琴。
大笒獨奏被稱作大琴散調，被韓國列入国家无形文化财。